# BMI Film & TV Awards 1993
Die Verleihung der BMI Film & TV Awards 1993 war die achte ihrer Art. Bei der Verleihung werden immer Arbeiten des Vorjahres ausgezeichnet. In der Kategorie Most Performed Song from a Film werden die jeweiligen Songkomponisten ausgezeichnet, es kann hier also Abweichungen von den Soundtrackkomponisten geben.

## Preisträger

### BMI Film Music Award
- Aladdin von Alan Menken (Oscar als beste Filmmusik 1993)
- Basic Instinct von Jerry Goldsmith (Oscar-Nominierung als beste Filmmusik 1993)
- Batmans Rückkehr von Danny Elfman
- Vater der Braut von Alan Silvestri
- Grüne Tomaten von Thomas Newman
- Kevin – Allein in New York von John Williams
- Eine Klasse für sich (1992) von Hans Zimmer
- Brennpunkt L.A. – Die Profis sind zurück von Michael Kamen, Eric Clapton und David Sanborn
- Alarmstufe: Rot von Gary Chang
- Erbarmungslos von Lennie Niehaus

### Most Performed Song from a Film
- Boomerang von Kenneth Edmonds, L.A. Reid und Daryl Simmons (für den Song End of the Road)

### BMI TV Music Award
- 20/20 von Robert Israel
- Blossom von Mike Post, Stephen Geyer und Frank Denson
- Daddy schafft uns alle von Bobby Goldsboro
- Full House von Jeff Franklin und Bennett Salvay
- Echt super, Mr. Cooper von Denzil Foster, Thomas McElroy und Bennett Salvay
- Küß’ mich, John von Bruce Miller
- The Jackie Thomas Show von W. G. Snuffy Walden
- Mord ist ihr Hobby von Bruce Babcock und Steve Dorff
- Murphy Brown von Steve Dorff
- Ausgerechnet Alaska von David Schwartz
- Rescue 911 von Scott Roewe und Stu Goldberg

### Special Recognition
- The Heights von Steve Tyrell, Stephanie Tyrell und Barry Coffing (für den Song How Do You Talk to an Angel)